# Vajdasági Magyar Cserkészszövetség
A Vajdasági Magyar Cserkészszövetség (VMCSSZ) a vajdasági magyarok cserkész szervezete. Jelenleg 4 cserkészkörzetében 12 cserkészcsapat működik.

## A vajdasági magyar cserkészet története
A Vajdasági Magyar Cserkészszövetség immár 27 éve folytatja azt a munkát, amelyet elkezdett, halad biztosan előre a célkitűzései mentén.
Szövetségünk kiemelt célja a meglévő 15 (Szabadka, Horgos, Topolya, Kishegyes, Kispiac, Hajdújárás, Királyhalom, Szentmihály, Muzslya, Csantavér, Temerin, Tóthfalu, Magyarkanizsa, Gunaras) cserkészcsapat működésének megerősítése. Szeptember folyamán több városban is cserkész toborzókat szerveztek. Sajnos a cserkészotthonok hiánya miatt nehezen megvalósíthatók az őrsi gyűlések. Ahol nincsen egyházi hittanterem, ott igencsak szűkösen oldható meg a rendszeres foglalkozás tartása. A csapatvezetői találkozón az SZMCS és az MCSSZ cserkész témájú könyvei kerültek kiosztásra, hogy a csapatok megfelelő szakirodalmat tudjanak felhasználni munkájukhoz. Szövetségünk nem rendezett önálló vezetőképzést, ezért különböző szövetségek képzéseibe vett részt. Minden képzés szintjén képviseltettük magunkat, de külön kiemelném a MCSSZF által rendezett segédtiszti tábor, végzettjeit akik hazaérve nagy lelkesedéssel és tapasztalattal kapcsolódtak be a szövetség munkájába. Összesen 51 személy vett részt a vezetőképzésben, majdnem duplája az előző évhez képest. Célunk, hogy jövőre ez a szám megkétszereződjön.
Nagy hangsúlyt fektetünk az alakuló csapatokra is. Jelenleg 3 településen alakul csapat, ezek a következők: Nagybecskerek, Torda és Zenta. Igyekszünk támogatni és példát mutatni nekik, illetve bekapcsolni őket a szövetségi programokba. Nagy segítség számunkra, a határtalanul tábor, amelyben a formálódó csapatok leendő jelöltjei vesznek részt. A kishegyesi Welker tanyán immár ötödik alkalommal került megrendezésre a nyílt tábor, amelyben a cserkészet iránt érdeklődő gyerekek és felnőttek vettek részt. A nyári táborok alkalmával a szövetségen belül az a tendencia volt megfigyelhető, hogy két három csapat összefogott és közös csapattábort rendezett. Ez erősítette a csapatok közti kapcsolatokat, az egységesség kialakulását és előmozdította a közös célokat.

## Külső hivatkozások
- A Vajdasági Magyar Cserkészszövetség hivatalos honlapja